# Campeonato Profesional Interandino
El Campeonato Profesional Interandino  fue un torneo de fútbol profesional de Ecuador. Organizado por la Asociación de Fútbol No Amateur de Pichincha (AFNA) desde 1954 hasta 1967, en los primeros años solo jugaban equipos de la ciudad de Quito, a excepción de los torneos de 1960 a 1962 se incorporarían equipos de la ciudad de Ambato, nuevamente en 1963 hasta el último año de competición jugarían equipos quiteños este torneo servía de clasificatorio al Campeonato Ecuatoriano de Fútbol desde 1957 hasta 1967, ese año sería el último año en jugarse ya que la Federación Ecuatoriana de Fútbol decidió que se terminaran de jugar los torneos provinciales para dar prioridad al Campeonato Ecuatoriano de Fútbol.

## Historia
El 22 de noviembre de 1953 se creó la Asociación de Fútbol no Amateur de Pichincha (AFNA) entidad que llevaría al fútbol de Pichincha al profesionalismo siguiendo los pasos de la Asociación de Fútbol del Guayas (Asoguayas) que se crearía 3 años antes. Este torneo reemplazó al Campeonato Amateur de Pichincha que se llevó a cabo entre 1922 hasta 1953. Como en 1953 solo existían 3 equipos profesionales que serían el Aucas, España, Argentina (hoy Dep.Quito), finalmente el cuarto equipo saldría de un sorteo entre San Lorenzo(LV) y LDU(Q) siendo este último ganador del sorteo y que participaría en el torneo, el partido inaugural se lo jugaría el 11 de julio de 1954 entre Argentina y LDU(Q) siendo triunfo para el cuadro de La Academia por marcador de 4-2, para los años de 1954 hasta 1959, el torneo se lo denominaría como Campeonato Profesional de AFNA, para la edición de 1960 con la inclusión de los equipos ambateños el torneo se renombraria como Campeonato Profesional Interandino.

## Formato del Torneo
El formato del campeonato de cada año era variable la cantidad de equipos participantes pero siempre se contaban comúnmente con 3 etapas y todas se jugaban sol en partidos de ida, además desde la edición de 1957 e 1960 hasta 1967, el torneo el torneo era clasificatorio al Campeonato Ecuatoriano de Fútbol.
- En las temporadas de 1954,1955 y 1956 jugaron con 4 equipos en 2 etapas y no hubo descenso.
- En las temporada de 1957 se jugó con 5 equipos en 3 etapas y no hubo descenso.
- En las temporadas de 1958 y 1959 jugaron con 6 equipos en 3 etapas en el caso del descenso en la edición 1958 tuvo que definirse por medio de un partido de promoción y en 1959 no hubo descenso ya que se aumentaría a 8 equipos incluyendo a los cuadros ambateños.
- Para la edición 1960 se jugó con 8 equipos en 3 etapas y si hubo descenso.
- Para la edición 1961 se jugó con 7 equipos en 2 etapas y no hubo descenso.
- Para la edición 1962 se jugó originalmente con 8 equipos pero tras las deserciones del Atlanta en la 1.ª etapa y los cuadros ambateños en la 2.ª etapa el torneo finalizó con solo 5 equipos en la 3.ª etapa.
- Para la edición 1963 se jugó con 5 equipos en 4 etapas pero no hubo descenso.
- Para la edición 1964 se jugó con 6 equipos en 3 etapas pero no hubo descenso.
- Para la ediciones de 1965,1966 y 1967 se jugó con 7 equipos en 3 etapas cabe recordar que para el descenso el torneo de 1965 no hubo ya que dicho descenso se efectuaría por el torneo de 1966 ya que se haría una tabla acumulada entre ambos torneos.

### Cuadro de honor del Campeonato Profesional Interandino
| Campeonato Profesional de AFNA | Campeonato Profesional de AFNA | Campeonato Profesional de AFNA | Campeonato Profesional de AFNA | Campeonato Profesional de AFNA |
| Temporada                      | Campeón                        | Subcampeón                     | Tercero                        | Cuarto                         |
| ------------------------------ | ------------------------------ | ------------------------------ | ------------------------------ | ------------------------------ |
| 1954                           | LDU(Q)(1)                      | Aucas(1)                       | Argentina(1)                   | España(1)                      |
| 1955                           | Dep.Quito(1)                   | LDU(Q)(1)                      | Aucas(1)                       | España(2)                      |
| 1956                           | Dep.Quito(2)                   | LDU(Q)(2)                      | Por definir                    | Por definir                    |
| 1957                           | Dep.Quito(3)                   | Aucas(2)                       | Por definir                    | Por definir                    |
| 1958                           | LDU(Q)(2)                      | España(1)                      | Por definir                    | Por definir                    |
| 1959                           | Aucas(1)                       | España(2)                      | Por definir                    | Por definir                    |
| Campeonato Interandino         |                                |                                |                                |                                |
| 1960                           | LDU(Q)(3)                      | Dep.Quito(1)                   | España(1)                      | Macará(1)                      |
| 1961                           | LDU(Q)(4)                      | España(3)                      | Dep.Quito(1)                   | Macará(2)                      |
| 1962                           | Aucas(2)                       | América de Quito(1)            | LDU(Q)(1)                      | España(3)                      |
| 1963                           | Dep.Quito(4)                   | Politécnico(1)                 | Aucas(1)                       | LDU(Q)(2)                      |
| 1964                           | Politécnico(1)                 | LDU(Q)(3)                      | El Nacional(1)                 | Dep.Quito(1)                   |
| 1965                           | Univ.Católica(1)               | El Nacional(1)                 | LDU(Q)(2)                      | Aucas(2)                       |
| 1966                           | LDU(Q)(5)                      | América de Quito(2)            | El Nacional(2)                 | Univ.Católica(1)               |
| 1967                           | LDU(Q)(6)                      | Politécnico(2)                 | El Nacional(3)                 | América de Quito(1)            |

### Estadísticas por equipo
| Equipo           | 1° | 2° | 3° | 4° | Temporadas campeón            | Temporadas subcampeón | Temporadas Tercero | Temporadas Cuarto |
| ---------------- | -- | -- | -- | -- | ----------------------------- | --------------------- | ------------------ | ----------------- |
| LDU(Q)           | 6  | 3  | 2  |    | 1954,1958,1960,1961,1966,1967 | 1955,1956,1964.       | 1962,1965.         |                   |
| Dep.Quito        | 4  | 1  | 1  | 1  | 1955,1956,1957,1963.          | 1960.                 | 1961.              | 1964              |
| Aucas            | 2  | 2  | 1  | 2  | 1959,1962.                    | 1954,1957.            | 1955               | 1963,1965.        |
| Politécnico      | 1  | 1  | 1  |    | 1964.                         | 1967.                 | 1963.              |                   |
| Univ.Católica    | 1  |    |    | 1  | 1965.                         |                       |                    | 1966.             |
| España           |    | 3  | 1  | 3  |                               | 1958,1959,1961.       | 1960.              | 1954,1955,1962.   |
| América de Quito |    | 2  |    | 1  |                               | 1962,1966.            |                    | 1967.             |
| El Nacional      |    | 1  | 3  |    |                               | 1965.                 | 1964, 1966, 1967.  |                   |
| Argentina        |    |    | 1  |    |                               |                       | 1954               |                   |
| Macará           |    |    |    | 2  |                               |                       |                    | 1960,1961         |

### Campeones consecutivos
| Equipo         | Temporadas campeón    |
| Tricampeonatos | Tricampeonatos        |
| -------------- | --------------------- |
| Dep.Quito (1)  | 1955, 1956 y 1957.    |
| Bicampeonatos  |                       |
| LDU(Q) (2)     | 1960,1961 y 1966,1967 |

### Goleadores
| Año  | Jugador                                         | Club                               | Goles |
| ---- | ----------------------------------------------- | ---------------------------------- | ----- |
| 1954 | Felipe Andrade                                  | LDU(Q)                             | 8     |
| 1955 | Manuel Gaitan                                   | Dep.Quito                          | 7     |
| 1956 | Modesto Salina                                  | Dep.Quito                          | 7     |
| 1957 | Modesto Salina                                  | Dep.Quito                          | 7     |
| 1958 | Marcelo Pinola                                  | España                             | 12    |
| 1959 | Oswaldo Galarza                                 | Dep.Quito                          | 15    |
| 1960 | Epifanio Brizuela                               | Macará                             | 15    |
| 1961 | Aurelio Moyano                                  | América de Ambato                  | 17    |
| 1962 | Roberto Ortega Oscar Diano                      | América de Ambato América de Quito | 12    |
| 1963 | Armando Larrea Epifanio Brizuela Nelsón Cabezas | LDU(Q)                             | 7     |
| 1964 | Manuel Leiva Benito Galeano Ricardo Reyes       | Politécnico El Nacional            | 7     |
| 1965 | Eduardo Quintana                                | América de Quito                   | 11    |
| 1966 | Roberto Riquelme                                | Univ.Católica                      | 15    |
| 1967 | Coutinho                                        | LDU(Q)                             | 7     |

### Goleadores por equipos
| Equipo            | Goleadores |
| ----------------- | ---------- |
| LDU(Q)            | 5          |
| Dep.Quito         | 4          |
| América de Ambato | 2          |
| América de Quito  | 2          |
| Politécnico       | 2          |
| Macará            | 1          |
| Univ.Católica     | 1          |
| El Nacional       | 1          |
| España            | 1          |

## Técnicos campeones
| Técnico               | Número de campeonatos |
| --------------------- | --------------------- |
| José María Ocampo     | 2                     |
| Roberto Eliseo Ortega | 1                     |
| Román Soto Vergara    | 1                     |
| José Gomes Nogueira   | 1                     |
| Luis Vásquez          | 1                     |
| Vessillo Bártoli      | 1                     |